# Iglú

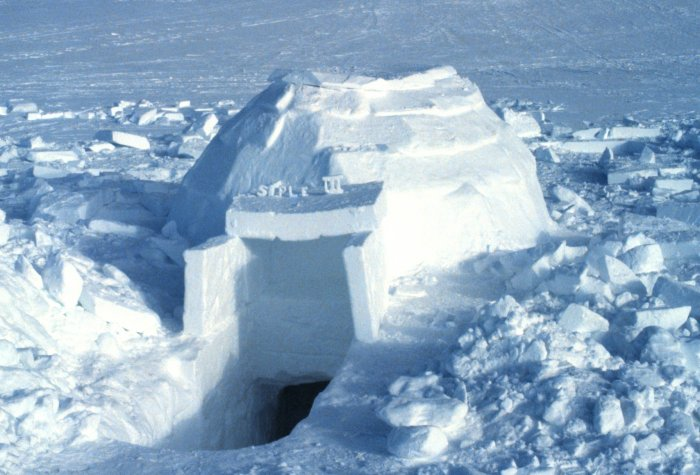
Iglú

Metoda pokládání sněhových cihel

Iglú je kopulovitý přístřešek vyrobený ze sněhových bloků. Užívají ho především kanadští Eskymáci jako provizorní domov v době arktické zimy. Nežili v něm trvale, ale přespávali v něm během dlouhých výprav za lovem. Výraz iglú v inuitském jazyce označuje dům nebo domov.
Iglú je tvořeno úzkou podlouhlou předsíní, která zabraňuje přístupu chladu a hlavní obytnou místností, někdy vybavenou okny z tenkého ledu. Sníh je dobrý izolační materiál, takže vnitřní teplota iglú může dosahovat i několika stupňů Celsia nad nulou, studený vzduch do něho nepronikne, protože vchod je pod úrovní podlahy. Teplý vzduch stoupá nahoru a studený klesá dolů. Navíc tělesná teplota Eskymáků vzduch uvnitř iglú ohřívá.